# La Mort civile (film, 1910)
 (juillet 2025).
Pour les articles homonymes, voir La Mort civile.
Pour plus de détails, voir Fiche technique et Distribution.
La Mort civile (titre original : La morte civile) est un film muet italien réalisé par Gerolamo Lo Savio et sorti en 1910.

## Fiche technique
- Titre : La Mort civile
- Titre original : La morte civile
- Réalisation : Gerolamo Lo Savio
- Scénario : d'après la pièce de Paolo Giacometti
- Photographie :
- Montage :
- Producteur :
- Société de production : Film d'Arte Italiana, Pathé Frères
- Société de distribution : Pathé Frères
- Pays d'origine :  Royaume d'Italie
- Langue : film muet avec les intertitres en italien
- Format : Noir et blanc — 35 mm — 1,33:1 — Muet
- Genre : Film dramatique
- Durée : 8 minutes
- Dates de sortie : 
  -  Royaume d'Italie : 18 novembre 1910
  -  Royaume d'Espagne : 21 novembre 1910
  -  France : janvier 1911

## Distribution
- Ermete Novelli
- Ferruccio Garavaglia
- Francesca Bertini
- Giannina Chiantoni
- Olga Giannini Novelli
- Franco Liberati